# العالم الأول
العالم الأول أو المعسكر الرأسمالي أو المعسكر الغربي مفهوم برز خلال الحرب الباردة، حيث كان يستخدم لوصف الدول المتحالفة مع الولايات المتحدة، تلك الدول كانت ديمقراطية ورأسمالية.
بعد سقوط الاتحاد السوفييتي ونهاية الحرب الباردة، تغير معنى مصطلح العالم الأول وأصبح معناه مترادفًا إلى حد ما مع الدول المتقدمة أو الدول المتقدمة جدا وهي الدول التي تتمتع باقتصاد متقدم ومؤشرات تنمية بشرية عالية وذك بالمقارنة بالدول الأخرى.
عرَّفت هيئة الأمم المتحدة العالم الأول على حسب مقياس الناتج القومي الإجمالي.
الديناميكيات العالمية بين العالم الأول والعوالم الأخرى انقسمت إلى قسمين:
- العلاقات مع العالم الثاني كانت تنافسية، إيديولوجية، وعدائية.
- أما علاقتها مع العالم الثالث كانت عادة إيجابية من الناحية النظرية، في حين أنها كانت أحياناً عدائية في الممارسة العملية (كالحروب مثلًا).

العولمة هي ظاهرة متزايدة الأهمية غُذِّيَت بشكل كبير من العالم الأول وعلاقاته.
مثال على العولمة في العالم الأول هو الاتحاد الأوروبي الذي جلب الكثير من التعاون والتكامل في المنطقة.
الشركات المتعددة الجنسيات أيضا تعطي مثالًا على تأثير العالم الأول على العولمة، وذلك لجلبها الاقتصاد والسياسة والتكامل الاجتماعي لكثير من الدول.
و مع ظهور الشركات المتعددة الجنسيات، ارتفعت مشكلة الاستعانة بمصادر خارجية في العالم الأول.

## التعريف
بعد الحرب العالمية الثانية انقسم العالم إلى كتلتين جغرافيتين سياسيتين، شيوعية ورأسمالية. وقاد ذلك إلى الحرب الباردة وخلالها استخدم مصطلح العالم الأول بشكل كبير، وذلك بسبب صلته السياسية والاجتماعية والاقتصادية. عُرف المصطلح لأول مرة من قبل الأمم المتحدة مع بداية المنظمة الدولية في الأربعينيات. أما اليوم فمصطلح العالم الأول أصبح قليل الاستعمال ولم يعد له معنى رسمي (يشير بشكل غير رسمي إلى دول رأسمالية، صناعية، متطورة، ومتحالفة مع الولايات المتحدة بعد الحرب العالمية الثانية). هذا التعريف ضم غالبية البلدان من أمريكا الشمالية وأوروبا الغربية وأستراليا واليابان. منظور المجتمع الحالي للعالم الأول هو دول تتميز بالاقتصاد المتقدم، والتأثير العظيم، وأعلى معايير العيش، وأعظم التقنيات. بعد الحرب الباردة ضمت دول العالم الأول إليها أعضاء حزب الناتو (بلجيكا، الدنمارك، ألمانيا الغربية، اليونان، إيطاليا، النرويج، البرتغال، إسبانيا، تركيا، المملكة المتحدة، هولندا، آيسلندا، لوكسمبورغ) والدول المحايدة التي كانت متطورة صناعيا (السويد وسويسرا والنمسا وفنلندا) والدول الغنية من الامبراطورية البريطانية السابقة (الولايات المتحدة الأمريكية وكندا وأستراليا وسنغافورة ونيوزيلاندا) وبعض الحلفاء كاليابان وكوريا الجنوبية وتايوان.

### مؤشر التطور البشري

مؤشر التطور البشري لعام 2024

مؤشر التطور البشري هو تصنيف عالمي حيث تؤخذ مؤشرات مختلفة لتصنيف الدول بناء على تطورهم (مثل الدخل القومي الإجمالي ومأمول العمر ونيل التعليم). تجمع هذه المؤشرات لترتب الدول حسب التطور البشري. الدول التي تمتلك تقدير عال في هذا التصنيف تكون من أعلى الدول في التقدم والصناعة بين دول العالم. هذا المؤشر ممتاز للتعرف على دول العالم الأول من حيث التطور البشري. هناك 47 دولة صنفت بأنها تمتلك مؤشرات تطور بشري عالية جدا.

### الاختلافات في التعاريف
منذ نهاية الحرب الباردة لم يعد التعريف الأصلي للعالم الأول مطبقا. هناك تفاوت في تعاريف العالم الأول، بالرغم من ذلك فإنهم يتبعون نفس الفكرة، عرّف جون دانيالز -الرئيس الأسبق للأكاديمية العالمية للتجارة- العالم الأول بأنه يتكون من «دول صناعية ذات دخل عال». وعرّفه البروفيسور جورج بريجاك بأنه الدول «الحديثة والصناعية والرأسمالية من أمريكا الشمالية وأوروبا».

### مؤشرات أخرى
التعاريف المختلفة لمصطلح العالم الأول والتعاريف الغير محددة له في عالمنا اليوم أدت إلى مؤشرات مختلفة. في 1945 استخدمت الأمم المتحدة مصطلح عالم أول، ثاني، ثالث، رابع لتقسيم الدول حسب مقياس الناتج القومي الإجمالي مقاسة بالدولار الأمريكي بالإضافة إلى العوامل الاجتماعية والسياسية. (بالرغم من أن الاستخدام المشهور للعالم الرابع لم يأت إلا متأخرا ). العالم الأول ضم دول صناعية كبيرة وديمقراطية. العالم الثاني ضم دول حديثة غنية صناعية لكنها تحت سيطرة الشيوعية. غالبية الدول الباقية ضمت إلى العالم الثالث. أما العالم الرابع فصنفت على أساس الدول التي يعيش سكانها على أقل من 100$ سنويا.
إن استخدمنا المصطلح حسب الصناعة والاقتصاد والدخل العالي للفرد فإن البنك الدولي يصنف الدول على أساس الدخل القومي الإجمالي إلى: دول ذات دخل عالي، دول ذات دخل فوق المتوسط، دول ذات دخل أقل من المتوسط، دول ذات دخل منخفض.

## نموذج العالم الثالث

دول الناتو

مصطلحات العالم الأول والعالم الثاني والعالم الثالث استخدمت لتقسيم الأمم إلى ثلاث فئات. النموذج لم يظهر للعيان بشكله النهائي مرة واحدة. وعند بداية الحرب الباردة تنافست قوتين عظمى للحصول على التفوق العالمي (الاتحاد السوفييتي والولايات المتحدة الأمريكية) فقد أنشأو معسكرات، عرفت بالجبهة تلك المعسكرات شكلت مفهوم العالم الأول والعالم الثاني.
بداية عصر الحرب الباردة أنشأت الولايات المتحدة الأمريكية والاتحاد السوفييتي الناتو وحلف وارسو وقد عرفوا بالجبهة الغربية والجبهة الشرقية. ظروف هاتين المجموعتين كانت مختلفة جدا لدرجة أنهم أصبحوا عالمين مختلفين. بالرغم من هذا لم يطلق عليهم لقب العالم الأول والعالم الثاني. وصف ونستون تشرشل الانقسام الشديد بين الشرق والغرب بستارة حديدية وذلك في خطابه الشهير «الستارة الحديدية».
في 1952 أقام الباحث الفرنسي ألفريد سوفيي دراسة سكانية صاغ فيها مصطلح العالم الثالث بالإشارة إلى ثلاث مقاطعات قبل الثورة الفرنسية. وقد وصف المقاطعة الأولى والثانية بأنها تتألف من النبلاء ورجال الدين. وقد قرن العالم الرأسمالي (العالم الأول) بالنبلاء، والعالم الشيوعي (العالم الثاني) برجال الدين. وقد قال سوفيي عن الدول التي لم تتحالف مع الولايات المتحدة الأمريكية أو مع الاتحاد السوفييتي خلال الحرب الباردة بأنها دول العالم الثالث.

### مابعد الحرب الباردة
مع سقوط الاتحاد السوفييتي عام 1991 ـ توقفت الجبهة الشرقية عن الظهور. ومع سقوط الاتحاد السوفييتي لم يعد مصطلح العالم الثاني قابلا للانطباق. وتغير مفهوم العالم الأول والعالم الثالث بشكل بسيط، رغم ذلك فلم يخرج من مفهومه.

## العلاقات مع الدول الأخرى

### قديمًا
خلال عصر الحرب الباردة علاقات العالم الأول مع العالم الثاني والثالث كانت صارمة جدا. العالم الأول والثاني كانوا في خلاف مستمر بسبب التوتر الحاصل نتيجة اختلاف النوايا. الحرب الباردة.بالرغم من طهارة الاسم إلا أنها كانت صراعا فكريا بين العالم الأول والعالم الثاني أو خصيصا الولايات المتحدة الأمريكية والاتحاد السوفييتي اختلاف المذاهب والخطط سيطرت على ديناميكية الحرب الباردة من ضمنها: مبدأ ترومان ومشروع مارشال (من الولايات المتحدة الأمريكية) وخطة موتولوف (من الاتحاد السوفييتي). امتداد النزاعات بين العالمين ظهر بشكل واضح في برلين حيث انقسمت إلى قسمين شرقي وغربي لوقف تعرض سكان شرق برلين من التعرض للجانب الرأسمالي الغربي. ولذلك بنى الاتحاد السوفييتي جدار برلين.
العلاقات بين العالم الأول والعالم الثالث تتميز بالتعريف الحقيقي للعالم الثالث، فدول العالم الثالث لم تكون ملزمة لتتحالف مع العالم الأول ولا العالم الثاني. فقد كانوا هدفا للتوظيف. وفي بحثهم عن مجالات لتوسيع تأثيرهم حاولت الولايات المتحدة الأمريكية (رأس العالم الأول) بتثبيت الرأسمالية والديمقراطية في دول العالم الثالث وكذلك أراد الاتحاد السوفييتي بتوسيع مجالات تأثيره فأصبحت دول العالم الثالث موقعا لحرب بالوكالة.

نظرية الدومينو

 بعض الأمثلة ضمت فيتنام وكوريا. وإن حالف النجاح العالم الأول فستصبح الدولة في نهاية الحرب رأسمالية وديمقراطية وإن حالف النجاح العالم الثاني فستصبح الدولة شيوعية.فأصبحت فيتنام كلها شيوعية أما كوريا فأصبح نصفها الشمال شيوعيا. نظرية الدومينو حكمت سياسة الولايات المتحدة الأمريكية والاتحاد السوفييتي بشكل كبير خصوصا بشأن العالم الثالث. وفي ضوء نظرية الدومينو رأت الحكومة الأمريكية أن الفوز في حرب بالوكالة يعني «مصداقية الولايات المتحدة الأمريكية والتزاماتها حول العالم».

### حديثًا
تطور التقنية عرًف العلاقات بين الدول بشكل كبير في عصرنا الحالي. غالبية عظمى من الاختراعات نشأت في أوروبا الشرقية والولايات المتحدة الأمريكية ولاحقا تخلل تأثيرها إلى العالم. وقد قالت كلية وارتون للتجارة في جامعة بنسلفانيا بأن أهم ثلاثين اختراع في الثلاثين عاما السابقة كانت من قبل العالم الأول السابقة (الولايات المتحدة الأمريكية وأوروبا الغربية).

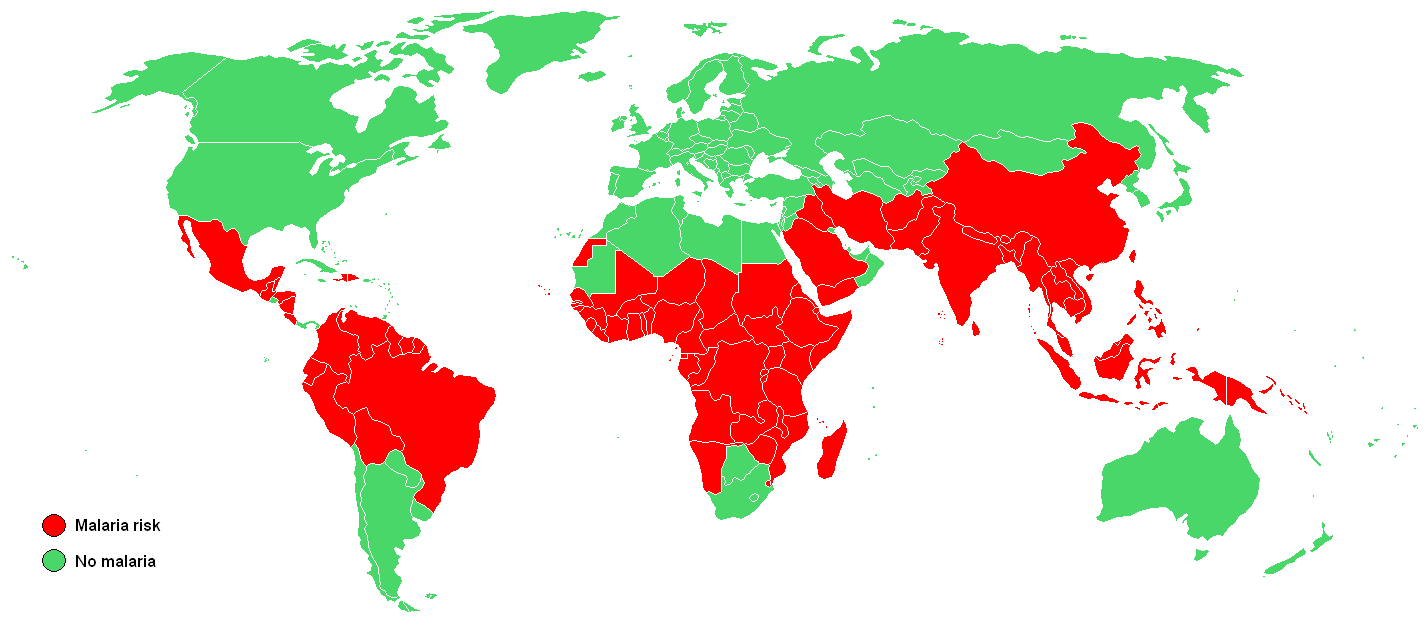
الدول المعرضة للإصابة بمرض الملاريا

تفاوت المعرفة بين العالم الأول والعالم الثالث يتضح في الرعاية الصحية والتطور الطبي. الموت من أمراض متعلقة بتلوث المياه هي مشاكل قد تم القضاء عليها في الأمم الغنية. ولكن لا يزال هناك قلق في العالم المتطور. هناك أكثر من 900,000 شخص يموتون بسبب الملاريا سنويا في دول العالم الثالث ومكافحة الملاريا تأخذ 40% من التكاليف المنفقة للرعاية الصحية في العديد من الدول الأفريقية.
الملاريا وغيرها من الأمراض بدأت بغزو العالم الأول، وقد عاثت فسادا في العالم الثالث. بالرغم من هذا فقد قامت بعض دول العالم الأول بعمل خطط لتسهل نفوذ دول العالم الثالث إلى المعلومات. وقد تعهد الرئيس الأمريكي أوباما بإنهاء الوفيات من الملاريا بحلول عام 2015 وذلك بحصول الجميع على العلاج المنخفض التكلفة وأيضا الوقاية.
وقد أعلنت آيكان مؤخرا بأن أسماء النطاقات الدولية (IDNs) ستكون متوفرة بحلول صيف 2010. وهذا يتضمن وجود لغات غير لاتينية مثل العربية والصينية والروسية. فذلك يضمن انتقال المعلومات بشكل أفضل إلى دول العالم الثالث.
حركة انتقال المعلومات والتقنية من دول العالم الأول إلى العالم الثالث أنشأت وجهه طموح في معايير العيش لدى العالم الأول. فمعايير العيش لدى دول العالم الثالث منخفضة مقارنة بدول العالم الأول. في تلك الفترة ظهرت معلومات حول ارتفاع نسبي في معايير العيش لدى العالم الأول سببت ضجة كبيرة ظهرت في التلفاز، الإعلانات التجارية، والزوار الأجانب لتلك الدول. الكشف عن تلك المعلومات سبب تغيرين: 1) ارتفاع معايير العيش لدى دول العالم الثالث. 2) ظهور مثل تلك المعلومات تبعث الأمل في كثير من دول العالم الثالث وكذلك المهاجرين لدول العالم الأول -شرعيا وغير شرعيا- في الحقيقة أولئك المهاجرين هم المساهم الأساسي في ارتفاع الكثافة السكانية في الولايات المتحدة الأمريكية وأوروبا.

### التأثير البيئي
كان هناك جدل حول ماهي أهم مشكلة للكثافة السكانية ليست ازدياد عدد البشر في دول العالم الثالث، بل في تأثر فعالية الشخص في محيطه. أثر الفرد في الموارد المستهلكة والمخلفات الناتجة من كل شخص، متغير من دولة لأخرى، فأعلاها توجد في دول العالم الأول وأقلها في دول العالم الثالث، فسكان الولايات المتحدة الأمريكية وأوروبا الغربية واليابان يستهلكون 32 موردا وينتجون 32 مخلفا مقارنة بالعالم الثالث. على أن الصين تقود العالم في التصدير ولكن كثافتها السكانية العالية تشوه فيها إحصائية نصيب الفرد أكثر من الدول المتطورة بشكل أكثر منها.
كمستهلك كبير للوقود أحفوري دول العالم الأول تجذب الانتباه إلى التلوث البيئي.

### العلاقات العالمية
حتى الماضي القريب قليل من الاهتمام توجه نحو مصالح دول العالم الثالث. وذلك بسبب أن أغلب علماء العلاقات العالمية أتوا من دول العالم الأول. وكلما زاد عدد الدول المتحضرة اهتمام العالم بدأ بالاختفاء. دول العالم الأول تحتوي على جامعات، صحافة، ومؤتمرات مما صعب مهمة دول العالم الثالث في اكتساب الاحترام لأفكارهم وطرقهم الجديدة في النظر إلى العالم.

### نظرية التطور (التنمية)
خلال الحرب الباردة، تطورت نظرية التنمية ونظرية التحديث في الغرب نتيجة لنمو الاقتصاد، السياسة، والمجتمع، والرد الثقافي على الإدارة السابقة في استعمار الأراضي. الباحثون الغربيون والممارسين للسياسات العالمية أملوا في أن يضعوا أفكارهم في نظرية ويبتكروا سياسة تعتمد على تلك الأفكار التي قد تسبب في تغيير سياسة المستعمرات الجديدة إلى سيادة الدول القومية. أغلب الباحثين كانوا من الولايات المتحدة الأمريكية، ولم يكونوا مهتمين في تحقيق التطور لدول العالم الثالث من أي ناحية. فلقد أرادوا لتلك الدول أن تتطور سياسيا واقتصاديا عن طريق اتباع الفكر الليبرالي، لقد أرادوا منهم أن يتبعوا طريقة الغرب المتميزة بالفكر الليبرالي والرأسمالية أو ما يسمى بـ«ولاية العالم الأول»  ولهذا فإن تقاليد الحضارة والتطور كان تدار من الغرب (خصوصا الولايات المتحدة الأمريكية). بديلا عن استراتجيات الماركسية والماركسية الجديدة التي تدعمها دول العالم الثاني، لقد كان يشرح أنه كيف إذا ما اتبعت دول العالم الثالث هذه السياسة فإنها ستصبح من مصاف الدول المتقدمة، وقد كانت ترتكز جزئيًا في النظرية الاقتصادية الليبرالية، وشكلا من أشكال نظرية تالكوت بارسونز الاجتماعية.